# Liolaemus arambarensis
Espèce
Statut de conservation UICN

 EN B1ab(iii) : En danger
Liolaemus arambarensis est une espèce de sauriens de la famille des Liolaemidae.

## Répartition et habitat
Cette espèce est endémique du Rio Grande do Sul au Brésil. Elle vit dans la restinga et dans les dunes côtières.

## Description
C'est un saurien ovipare.

## Étymologie
Son nom d'espèce, composé de arambar et du suffixe latin -ensis, « qui vit dans, qui habite », lui a été donné en référence au lieu de sa découverte, la municipalité d'Arambaré.

## Publication originale
- Verrastro, Veronese, Bujes & Martins Dias Filho, 2003 : New species of Liolaemus from Southern Brazil (Iguania: Tropiduridae). Herpetologica, vol. 59, no 1, p. 105-118.